# 世にも奇妙な物語 映画の特別編
『世にも奇妙な物語 映画の特別編』（よにもきみょうなものがたり えいがのとくべつへん、英題: Tales of the Unusual）は、2000年の日本映画。テレビドラマ『世にも奇妙な物語』の映画化作品である。

## 概要
1990年より放送を開始したテレビドラマ『世にも奇妙な物語』が2000年に放送10周年を迎え、それを記念して映画化される事が決定し、製作されたのが「映画の特別編」。 
監督は『世にも奇妙な物語』の開始から10年間でドラマを支えてきた4人の演出家、『パラサイト・イヴ』の落合正幸、『HERO』の鈴木雅之、『笑の大学』の星護、『ニュースの女』の小椋久雄が起用され、「テレビでは製作不可能」と言われた4つのエピソードで構成され、テレビ版のリメイクも考慮に入れながら製作された1523のプロットの中から選ばれた4作品を映画化した。映画でしか表現できないまったく異なる4ジャンルが展開されている。
脚本では元女優の相沢友子が映画初脚本。『古畑任三郎』シリーズで知られる脚本家の三谷幸喜がストーリーテラーの脚本を書いたことで話題を呼んだ。また、『踊る大捜査線』で有名な君塚良一なども参加している。
制作費10億円に対し興行収入は8億円。2000年度の邦画では19位と決して成功とはいえなかったがその後、香港や韓国でも公開され番組の知名度を上げ、海外のファンを作る要因にもなった。また、フランスで行われた2001年のジェラルメ国際ファンタスティカ映画祭では国際批評家賞を受賞し、同映画祭で初の邦画作品受賞となった。
番組が10周年を迎えた2000年春の特別編のエンディング後に劇場版の制作が告知され初めて映画の特別編の情報が明るみに出た。また、2000年秋の特別編の1話である「さとるの化物」は同じ落合正幸監督の遊び心で「雪山」との直接的なストーリーのつながりがある。

## ストーリーテラー
大雨のため、青年（山本耕史）らは駅で足止めを喰らってしまう。退屈凌ぎに青年は、ある雪山での話をロッカー風の男（佐藤隆太）に語り始めるが、オチを忘れてしまう。それを聞いていたサングラスの男（タモリ）が続きを語りだす。それをきっかけに男は奇妙な物語を語り始める。

### 概要（ストーリーテラー）
8月16日 - 18日の3日間で撮影されたお馴染みの「ストーリーテラー」は、脚本を『古畑任三郎』や、『世にも奇妙な物語』では「息子帰る」を手掛けた三谷幸喜、監督を今回「携帯忠臣蔵」も務めた鈴木雅之が担当。
数年ぶりに三谷幸喜が参加した切っ掛けは、ミュージカル嫌いなタモリが、彼の当時の新作舞台だった『オケピ!』（2000年初演）を見てくれたお礼としてのもの。
当初の構想としては、男が雨が上がるのを待っている紳士に話しかけたところで様々な話を聞かせてくれることで、「彼は何者だ？」と思った場面で、番組ADが彼を呼びに現れ、実は『世にも奇妙な物語』の撮影待ちをしているタモリだったと言う流れだったという。
タモリによると、当時18年ぶりとなる久々の映画出演と言うことで、巨大な駅のセットを「さすが映画だ」と眺めている最中、本物のコンクリートみたいだと思った部分を戯れに蹴ってみたら本物だったと言うエピソードもある。
レトロ調の駅のセットも、架空の時刻表があったり、丸い壁掛け時計があったりと細部にまで懐かしい感じを醸し出していて、スタジオ内を何本ものホースが這い、雨を降らせる中で撮影が始まった。なお、ストーリーテラーに共演者がいるのは、「1996年春の特別編」と「SMAPの特別編」以来、3度目である。

### キャスト（ストーリーテラー）
- ストーリーテラー -  タモリ
- 青年 - 山本耕史
- ロッカー風の男 - 佐藤隆太
- サラリーマン風の男 - 相島一之
- カップルの男 - 正名僕蔵
- カップルの女 - 岩崎道子
- 老人 - 谷津勲

## 雪山
飛行機が雪山に墜落し、5人の男女が生き残る。そのうち1人の麻里（中村麻美）は生き埋めとなり、友人の美佐（矢田亜希子）らが助けようとするも、誤ってスコップで首の頸動脈を刺してしまい、結果的に麻里を死なせてしまう。残った4名は山小屋に避難し、救助を待つことになるが、次第に疲れと空腹が襲ってくる。

### 概要（雪山）
「衝撃的な描写が多いためにTVでは製作が不可能であった作品」である「雪山」は、有名な2つの都市伝説を下敷きに、日常から離れた雪山での恐怖を描いた作品。脚本は「懲役30日」「トイレの落書」などを描いた鈴木勝秀。監督・脚本は、世にも奇妙な物語史上最多話数を演出した落合正幸が担当。
「雪山」は、2000年6月に日活撮影所に巨大なセットを組んで撮影され、片栗粉を混ぜ合わせた14トン分の「雪」を用いていたが、暑い、ベトつく、目に入ると痛いという最悪な環境だったため、撮影スタジオには見学者がまったく入らなかったという。
「雪山での360度どこを見ても自分の場所が解らない事と山小屋の閉塞感が、現代の不安に通じる物があると思った」と語る落合監督は、どんでん返しよりも、アトラクション的、状況の怖さを楽しめることを念頭に置いたという。また、落合監督は色にこだわり、時間をかけて闇の濃淡を創り上げて行った。
不可解な話と言われる「雪山」だが、何度見ても違って見えるような余白部分を増やし、リピーターを増やそう、映画館を出た後に恐怖に気付かせようと言う狙いもあった。実際、2003年に韓国で公開された際に劇中に散りばめられた謎が話題を呼び、ネット上を中心に議論が交わされ、観客動員に大きく影響を与えたらしい。

### キャスト（雪山）
- 木原美佐 - 矢田亜希子
- 結城拓郎 - 鈴木一真
- 真辺春臣 - 宝田明
- 山内義明 - 大杉漣
- 近藤麻里 - 中村麻美
- 救助隊員 - 石橋祐、小西崇之、藤田正則
- 真辺の妻 - 浅川綾
- 乗客 - 河合杏奈

劇中で語られる「戻ってくる死体」の話は、ドラマ版エピソード「歩く死体」として放映されたもの。

## 携帯忠臣蔵
後世に伝わる勇猛さとはかけ離れた俗物かつ小人物であり、吉良上野介への討ち入りを悩んでいた大石内蔵助（中井貴一）は、ある日、携帯電話を拾う。電話の相手（八嶋智人）は未来世界の人間で、携帯電話を送って歴史上の事件が事実かどうか確認する組織の者だった。

### 概要（携帯忠臣蔵）
『世にも奇妙な物語史上初の本格派時代劇』である「携帯忠臣蔵」。以前から時代劇を熱望していたものの、予算や日数の問題から頓挫していたそうで、ようやく念願が叶い「言葉の戦争」等の原作者である清水義範「識者の意見」（『昭和御前試合』所収、光文社）を原作に、「踊る大捜査線」や『世にも奇妙な物語』では「急患」などを担当した君塚良一の脚本、「恐怖の手触り」など初期から携わってきた鈴木雅之の監督で製作された。
撮影は全て京都府で行われた。「あまり奇妙になりすぎないように、現代劇を撮るつもりで演出した」と監督は語っている。

### キャスト（携帯忠臣蔵）
- 大石内蔵助 - 中井貴一
- かる - 奥菜恵
- りく - 戸田恵子
- 電話の男（オペレーター） - 八嶋智人
- 大石主税 - 勝地涼
- 原惣右衛門 - 酒井敏也
- 堀部安兵衛 - 成田浬
- 上野喜六 - 木村靖司
- 幕府役人 - 小林すすむ
- 赤穂浪士 - 山崎満、川屋せっちゃん、松田直樹、田鍋謙一郎、石川栄二、松原裕二、西村龍弥、池田謙治、小峰隆司
- 遊女 - 吉村美紀、山下由起子
- 吉千代 - 森田直幸
- くう - 藤原真季子
- 発掘調査隊 - ビニー・マーチン、マーク・リチャード、アリ・アマド

## チェス
チェスの世界チャンピオンである加藤（武田真治）はコンピュータの「スーパーブルー」に敗れ、チェス界から姿を消す。数年後、浮浪者となっていた加藤に大富豪の老人（石橋蓮司）が一戦を持ちかける。勝負を受けた加藤がふと窓の外を見ると、道を歩く人々がチェスの駒のように並び、盤面とまったく同じように殺し合いを始めた。

### 概要（チェス）
「スケールの大きさゆえTVでは実現できなかった企画」である「チェス」。脚本は「恐竜はどこへ行ったのか?」「壁の小説」の中村樹基が、監督・脚本には番組で独特の映像美を作りあげている星護が起用されている。 
「人は見えない何者かに操られているのではないか」というテーマを好む星監督は、そのテーマとチェスがピッタリ合うという所からこのストーリーが作られた。チェスを知らないものの「白と黒のデザインに惹かれていた」らしく、脚本の製作段階でチェス盤を毎晩見ていたと言うほどの惹かれ様だったという。星監督は1996年春の特別編のストーリーテラーでもチェスを題材とした脚本を書いている。
主演は、星監督とドラマ『じゃじゃ馬ならし』や『幕末高校生』でコンビを組んだほか、世にも奇妙な物語では小椋久雄監督の「完全治療法」にも出演し、今回の監督陣とは縁が深い武田真治を起用。
クライマックスの「人間チェス」の撮影には、有明コロシアムに巨大なチェス盤のセットを設置して行われた。チェス盤の隅には、星作品にドラマ『放課後』（ボクたちのドラマシリーズ）以来たびたび登場してきたガーゴイルの彫像が座っている。
また、韓国で上映された際は、表現の問題からこの作品がカットされてしまい、3話オムニバスとして公開。後にDVD版の特典映像として収録された。

### キャスト（チェス）
- 加藤晃 - 武田真治
- 老人 - 石橋蓮司
- 友田誠一 - 甲本雅裕
- 加藤クミ - 岡元夕紀子
- 白いシャツの男 - 吉田朝
- 黒衣の看護婦 - 川合千春
- 叫ぶ女 - 北原奈々子
- 黒スーツの男 - 樅木英介、照英
- 不気味な少年 - 杉山愛國
- 黒服の男 - 谷畑聡
- 司会者 - アブドル・フェズ
- 技術者 - リック・ブルマー、アナトリ・クラスノフ

## 結婚シミュレーター
映画館の前で突然の雨に困っている千晴（稲森いずみ）。そこへ有一（柏原崇）が現れ、せっかくだからと千晴を映画に誘う。これがきっかけとなり2人は付き合いだし、いよいよ結婚の日が近づいてくる。
結婚式場のオプションで「結婚シミュレーター」を知り、試しにと2人はプレイを開始する。順風満帆な結婚生活を体験し、ふたりは結婚する。
結婚後に多少の行き違いはあった2人だが、長男が生まれた後は、有一は仕事に、千晴も専業主婦として日々の生活を送っていた。しかし、長男が小学校に入学するくらいの頃、2人の意識のズレは修復不可能なものとなり、2人は離婚を決意する。
離婚後、結婚式場のオプションで申し込んでいた「10年後の自分」というビデオテープが、千晴のものが有一へ、有一のものが千晴へそれぞれ誤って発送されてくる。数年ぶりに有一から千晴へ連絡があり、誤って配送されたビデオについて捨ててくれていいと言われたが、どうしても内容が気になり再生する千晴。
ビデオには結婚10年目を祝う有一が現れ、結婚のきっかけとなった映画館での出来事は実は前々から千晴のことが気になっていた有一の行動であり、以前からずっと千晴を目で追っていたことを告白する。もし出来たなら、10年後も同じ映画館で映画を観ようという提案でビデオは終わる。あらためて有一の想いと、自分自身の想いを思い出した千晴は映画館へと向かうのだった。
場面は「結婚シミュレーター」をプレイ中の千晴と有一へと戻る。実は今までの出来事は結婚前の2人の結婚のシミュレーションだったのだ。さまざまな出来事があるとしても、末永く2人で暮らしていける未来を想像しつつ、結婚式への想いを馳せて2人は帰路につく。

### 概要（結婚シミュレーター）
脚本は元女優で、2000年春の特別編「記憶リセット」で番組デビューを果たした相沢友子、監督は共同テレビプロデューサーで、「懲役30日」のほか、お馴染みのオープニングCGも演出した小椋久雄が起用されている。「演出感を見せないように透明感のある画を撮った」という小椋監督は他の3人が個性的な映像を撮る分、お客さんを楽しませる事に重点を置いたと語っている。
撮影は8月5日から2週間行われたが、その前に恋愛をする気持ちを確認するため、異例なほどの入念なリハーサルが何度も行われた。ほか、イメージ通りの映画館が全国を探し回っても見つからず、都内のある建物を美術スタッフが発見し、ニューヨークの映画館風に飾り付けた事もあった。
スタッフによると、劇中に出てくる架空の作品である『悪魔のパンプキンマン2』のポスター製作中に、通りがかりのスタッフが「へぇー、『パンプキンマン』、2をやるんだ」と呟いたというエピソードもある。また、物語中盤でカップルの男性と喧嘩している女性に小西真奈美がゲスト出演している。

### キャスト（結婚シミュレーター）
- 高城千晴 - 稲森いずみ
- 徳永有一 - 柏原崇
- 有一の母 - 茅島成美
- 医師 - 浅野和之
- カップルの男 - 北村有起哉
- カップルの女 - 小西真奈美
- 徳永有太郎 - 宮本聖地、佐藤良輝、高橋嶺臣、宮谷千尋、南部龍星
- オペレーター - 嶋田豪、西川方啓
- 同僚 - 晴香、今井隆、村田暁彦、関口あきら、中島美奈、高木珠里、林伸子、山崎愛子
- 野球中継アナ - 三宅正治
- 高城小夜子 - 高樹沙耶
- 結婚式場担当者 - 郷田ほづみ

## スタッフ
- 監督 - 落合正幸（雪山）、鈴木雅之（携帯忠臣蔵 / ストーリーテラー）、星護（チェス）、小椋久雄（結婚シミュレーター）
- 製作 - 宮内雅喜
- プロデューサー - 小牧次郎、石原隆、岩田祐二、井口喜一
- アソシエイト・プロデューサー - 瀧山麻土香、関口大輔
- 企画 - 河村雄太郎、石丸省一郎、植原正人
- 原作 - 清水義範「識者の意見」（『昭和御前試合』所収、光文社）（携帯忠臣蔵）
- 脚本 - 三谷幸喜（ストーリーテラー）、鈴木勝秀、落合正幸（雪山）、君塚良一（携帯忠臣蔵）、中村樹基、星護（チェス）、相沢友子（結婚シミュレーター）
- 撮影 - 藤石修（雪山 / 結婚シミュレーター）、栢野直樹（携帯忠臣蔵）、高瀬比呂志（ストーリーテラー / チェス）
- 美術 - 清水剛、吉田孝
- 編集 - 田口拓也、深沢佳文、山本正明
- 音楽 - 配島邦明、佐橋俊彦
- 選曲 - 浅梨なおこ
- 衣装 - 二宮義夫、稲毛英一、立津みゆき、森護、片山郁江、川崎健二、内海真敏
- 録音 - 小野寺修、横野一氏工
- スクリプター - 天池芳美、田中小鈴、坂本希代子
- スチール - チャールズ村上
- 助監督 - 加門幾生、杉山嘉一、南光、七字幸久
- 照明 - 本橋義一、粟木原毅、長田達也